# Aldo Villagra
Aldo Virgilio Villagra (nacido en Colonias Unidas el 27 de noviembre de 1944) es un exfutbolista argentino. Se desempeñaba como puntero izquierdo y su primer club fue Vélez Sarsfield.

## Carrera

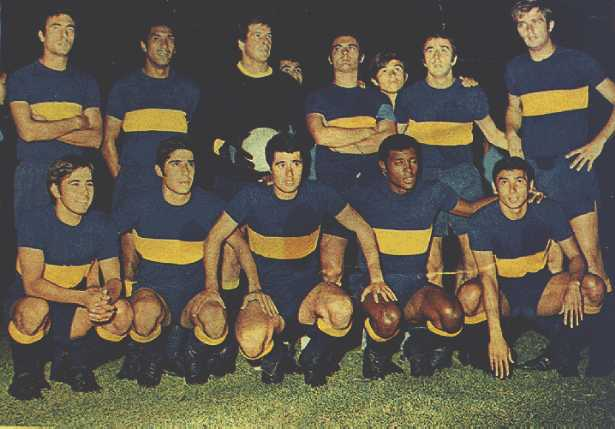
Boca Juniors en 1970. Parados: Roberto Rogel, Julio Meléndez, Antonio Roma, Rubén Suñé, Norberto Madurga, Silvio Marzolini; hincados: I. Peña, Raúl Armando Savoy, Ángel Rojas, Orlando Medina, Aldo Villagra.

Luego de debutar en el Fortín, pasó a Villa Dálmine en Primera B. En 1969 protagonizó buenos rendimientos en Los Andes en Primera División, por lo que fue contratado por Boca Juniors, club con el que consiguió 2 títulos: los Nacionales 1969 y 1970.
En 1971 fue cedido a préstamo a Rosario Central, con el que se coronó campeón del Nacional de ese año. Su debut se produjo el 23 de febrero frente a Sporting Cristal por la Copa Libertadores, finalizando con victoria canalla 2–1. Convirtió un gol en dicho certamen; además, marcó cuatro goles durante el Metropolitano y otro en el Nacional. Compartió la línea ofensiva con Aldo Poy, Ramón Bóveda y Roberto Gramajo.

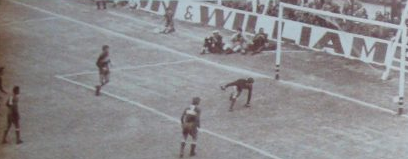
11 de abril de 1971, gol de Aldo Villagra para Rosario Central (3-0 ante Boca Juniors).

Después de retonar a Boca y jugar en Gimnasia y Esgrima La Plata, Villagra emigró a Ecuador para vestir la casaca de Deportivo Cuenca. Allí, fue subcampeón en dos ocasiones (1975 y 1976), y es el quinto máximo goleador de la historia del club, con 32 conquistas. Retornó a Argentina en 1978 para jugar en Lanús en el torneo de Primera B, que finalizó con descenso granate.

## Clubes
| Club               | País      | Año            | PJ  | Goles |
| ------------------ | --------- | -------------- | --- | ----- |
| Vélez Sarsfield    | Argentina | 1966           | 4   | 0     |
| Villa Dálmine      | Argentina | 1967           | 38  | 12    |
| Los Andes          | Argentina | 1968           | 35  | 12    |
| Boca Juniors       | Argentina | 1969-1970/1972 | 44  | 11    |
| Rosario Central    | Argentina | 1971           | 19  | 6     |
| Gimnasia y Esgrima | Argentina | 1973           | 25  | 5     |
| Deportivo Cuenca   | Ecuador   | 1974-1976      | 113 | 32    |
| Lanús              | Argentina | 1978           | 5   | 0     |
| Totales            |           |                | 285 | 78    |

## Palmarés
| Título           | Equipo                | País      | Año    |
| ---------------- | --------------------- | --------- | ------ |
| Primera División | C. A. Boca Juniors    | Argentina | N-1969 |
| Primera División | C. A. Boca Juniors    | Argentina | N-1970 |
| Primera División | C. A. Rosario Central | Argentina | N-1971 |